# Armand Putzeys
Armand Putzeys, född 30 november 1916 i Engis, död 21 november 2003 i Molenbeek-Saint-Jean, var en belgisk tävlingscyklist.
Putzeys blev olympisk bronsmedaljör i laglinjeloppet vid sommarspelen 1936 i Berlin.